# Affinage du fromage

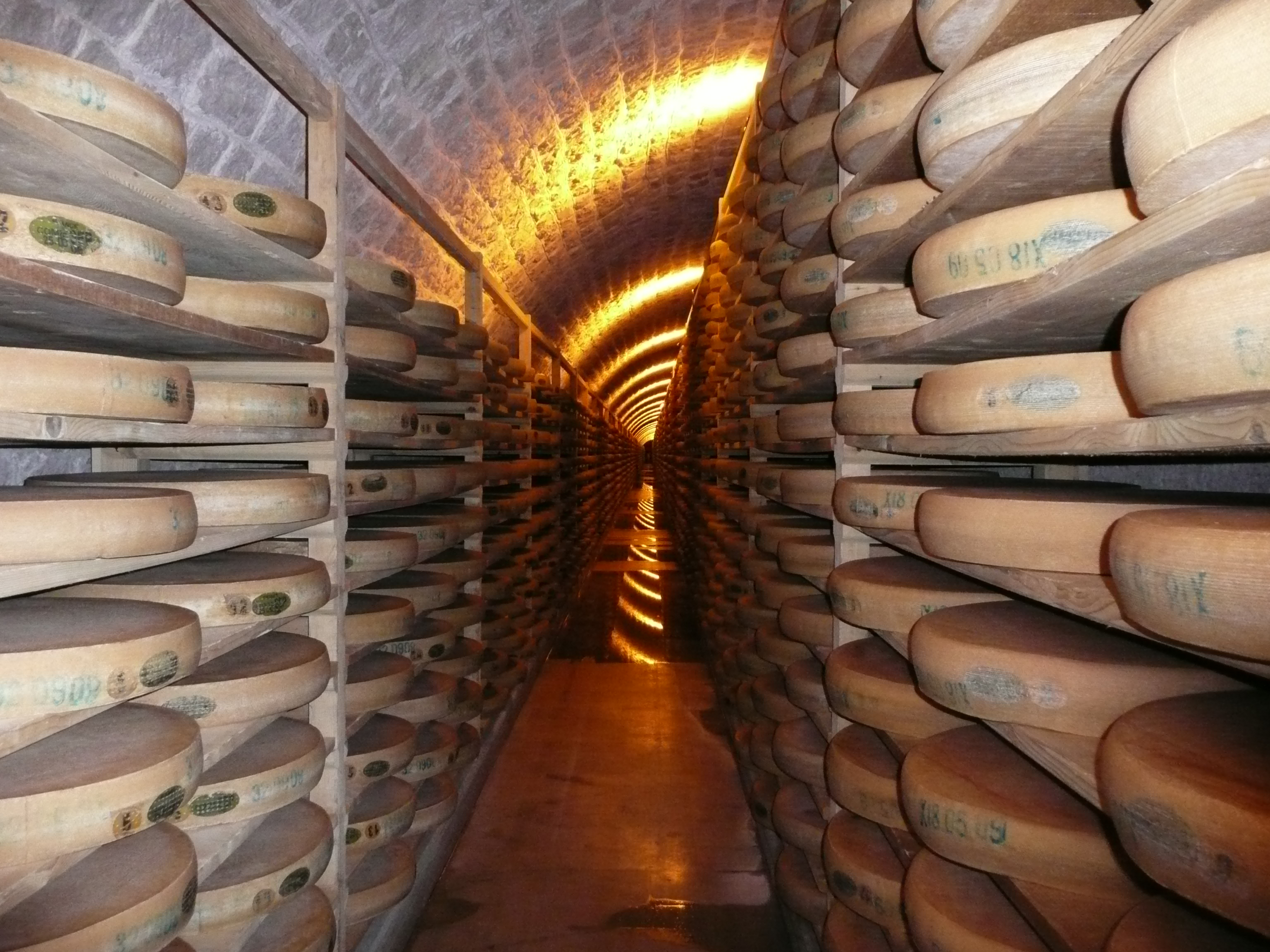
Cave d’affinage

L’affinage correspond à une étape de la fabrication du fromage. Plus particulièrement l’affinage est la période de maturation pendant laquelle le fromage, ou d’autres aliments, reposent et reçoivent des soins à la cave ou dans un hâloir. Les soins apportés à sa croûte, ainsi que les conditions de stockage du fromage, influenceront son goût, son aspect et sa texture. L’affinage du fromage, grâce à diverses réactions, constitue un phénomène complexe qui permet l’élaboration du fromage sous sa forme finie.
L’affinage intervient après plusieurs étapes de fabrication du fromage. En premier lieu le lait coagule grâce à l’ajout d’agents coagulants (présure animale, présure végétale, agents microbiens) lors de la phase de caillage. Une fois le lait caillé, il va être déshumidifié grâce à différentes techniques (découpage, brassage, chauffage) et une grande partie du petit-lait autrement appelé le lactosérum va être éliminé, c’est l’égouttage. En moyenne il faudra 10 litres de lait pour fabriquer 1 kilogramme de fromage. L’égouttage peut durer 12 à 48h. Le caillé obtenu est ensuite mis dans un moule afin de donner au fromage la forme voulue. C’est la phase de moulage durant laquelle l’égouttage se poursuit. Selon le type de fromage que l’on souhaite obtenir, le caillé peut être pressé et/ou chauffé pour ajuster la teneur en eau. Pour les fromages frais la fabrication s’arrête dès la phase d’égouttage dit lent (c’est-à-dire sans pressage ni chauffage, simplement grâce au moulage). À la suite du démoulage, le fromage subit une phase de salage (par exemple en étant plongé dans une solution saline pour une période variable ou bien en ajoutant du sel dans la masse du fromage).
Le processus d’affinage peut alors commencer, il se compose des phases suivantes : ressuyage, séchage et affinage dans le hâloir. Cette étape clé de la fabrication permet au fromage d’atteindre son degré de maturation optimal responsable de son goût et ses arômes, sa texture, son aspect, etc. Les traitements effectués durant cette étape ainsi que le temps de vieillissement sont propres à chaque fromage.

## Fonctionnement de l’affinage
Durant l’affinage, plusieurs métabolismes se produisent qui vont donner au fromage sa texture ainsi que ses différentes qualités et valeur nutritionnelle. Ces réactions s’accompagnent d’une perte globale de poids majoritairement dû à une perte en eau que le fromager doit maîtriser selon le fromage voulu.

### Les maturations enzymatiques
Durant l’affinage, les protéines et les matières grasses présentes dans la composition de la pâte du fromage sont modifiées par l’action d’un système enzymatique. Les deux phénomènes enzymatiques principaux durant l’affinage sont ainsi la protéolyse et la lipolyse. À cela s’ajoute la dégradation des sucres qui constitue la glycolyse. Ces réactions se produisent dans certaines conditions de pH, de températures et de quantité d’enzymes suffisantes qui proviennent du lait et de la présure ajoutée durant la phase de caillage.

### La perte globale de poids
Durant tout le processus d’affinage le fromage perd de l’eau et des substances azotées (ammoniac majoritairement) et dégage du dioxyde de carbone. La perte de matière engendrée est appelée la freinte. La freinte doit être maîtrisée afin d’éviter certains phénomènes comme le dessèchement de la croûte par exemple ou à l’inverse un coulage sous croûte.
La perte de poids dépend de différents paramètres à contrôler :
- le taux total d’eau ;
- le rapport surface/volume du fromage ;
- l’état de surface (surtout la densité de la croûte) ;
- les conditions d’ambiance c’est-à-dire de l’environnement dans lequel mature le fromage ;
- le matériel utilisé durant les étapes de l’affinage ;
- etc.

## Les paramètres de l’affinage et leur influence sur l’affinage

### Les paramètres externes
Ce sont les paramètres qui relèvent de l’environnement dans lequel le fromage est affiné.

#### La température
C’est un des paramètres principaux au bon déroulement de l’affinage notamment de par son influence sur la vie microbienne du fromage. Son niveau moyen ainsi que son amplitude sur une journée par exemple ou sur la durée de l’affinage jouent sur l’activité enzymatique et donc le déroulement des différents métabolismes. De plus ces réactions dégagent de la chaleur et ce dégagement doit être géré par un renouvellement et refroidissement de l’air ambiant.
Ainsi, une bonne isolation ainsi qu’un choix adéquat du matériel de climatisation et de contrôle de la température dans les locaux d’affinage sont ainsi essentiels.

#### L’hygrométrie
Le degré d’hygrométrie de la pièce dans laquelle l’affinage se déroule conditionne aussi la vitesse des réactions au sein de la flore microbienne à la surface de la pâte du fromage ainsi que son dessèchement. Il faut que l’air soit saturé en vapeur d’eau afin que les transferts d’eau entre l’atmosphère et l’intérieur du fromage se fasse correctement . La maîtrise de ce paramètre est difficile et dépend étroitement de la température.

#### La composition de l’air
La composition chimique de l’air présent dans les locaux d’affinage dépend de l’aération et de la ventilation de ces locaux ainsi que du dégagement gazeux des fromages. Cette composition agit sur le développement de la flore microbienne en surface qui consomme l’oxygène de l’air ambiant et rejette du dioxyde de carbone, de l’eau et de l’ammoniac. Afin de permettre une bonne oxygénation des surfaces des fromages, ces derniers sont disposés sur des grilles ou des claies. Les différentes teneurs en gaz de l’air ambiant dépendent de beaucoup de paramètres comme l’activité de la flore de surface des fromages, la taille de la pièce et le nombre de fromages entreposés, les renouvellements d’air, etc. Par conséquent c’est aussi un paramètre difficile à maîtriser.

#### La ventilation
La ventilation agit sur l’homogénéité de l’air ambiant dans les locaux d’affinage et le renouvellement de l’air au contact de la surface des fromages. Les mouvements de l’air au contact des surfaces des fromages favorisent ou non l’évaporation de l’eau contenue dans la pâte. Ce paramètre combiné à l’hygrométrie est responsable de l’assèchement de la surface des fromages.

### Les paramètres internes
Ce sont les paramètres qui relèvent de la composition du fromage.

#### La forme du fromage
Le rapport surface/volume du fromage conditionne la perte en eau du fromage. L’augmentation de ce rapport va favoriser la freinte.

#### Le pH
Le pH ainsi que le gradient de pH entre le cœur et la croûte du fromage conditionnent l’activité des enzymes dans la pâte .

#### La teneur en sel
La teneur en sel caractérise l’activité de l’eau dans le fromage qui est notamment responsable de la vitesse globale d’affinage du fromage. Par exemple, les pâtes humides ont tendance à s’affiner plus rapidement.

#### Les soins d’affinage
Un des soins d’affinage consiste à retourner régulièrement le fromage. Cela a pour but d’avoir un fromage à la forme régulière mais aussi de permettre une homogénéisation des réactions de la flore microbienne dans la pâte et à la surface. Afin de diminuer l’influence de certaines potentielles hétérogénéités des paramètres externes, un mouvement régulier des grilles dans les locaux est aussi appréciables.

## Les différentes étapes et techniques de l’affinage
Différentes étapes sont nécessaires à un bon affinage.

### Le ressuyage
Cette étape optionnelle consiste à laisser les fromages démoulés à une température assez élevée (16 à 22 degrés) durant quelques heures à quelques jours afin de compléter l’égouttage.

### Le séchage
Cette phase consiste à continuer d’évacuer une certaine partie de l’eau et stopper l’acidification qui est entamée depuis la phase de caillage afin que le pH ne soit pas trop faible.

### L’affinage dans le hâloir
Cette phase termine tout le processus d’affinage et est la phase la plus variable selon le fromage voulu. C’est durant cette étape que la majeure partie des caractéristiques du fromage est modifié (texture, aspect, consistance, composition, goût, etc.). Ces caractéristiques sont influencées par les conditions des phases précédentes mais aussi par le temps de maturation, et les conditions présentes dans le hâloir.

## Les différents affinages en fonction des fromages
Au-delà des principes de base, les méthodes et les pratiques vont différer en fonction des fromages. La durée d’affinage peut durer de quelques semaines à quelques mois voire plusieurs années. La croûte des fromages peut être laissée ou bien frottée ou humidifiée.
Par exemple, les croûtes du munster, de l’époisses ou bien du maroilles sont lavées régulièrement ce qui leur vaut l’appellation de croûte lavée. La mimolette est quant à elle brossée.
En termes de temps d’affinage, les fromages à pâte molle (brie, camembert, etc.) ou croûte lavée (époisses, munster…) sont affinés 2 à 4 mois. Les fromages à pâte persillée (roquefort, bleu…) sont vieillis 12 à 30 semaines. Les fromages à pâtes pressées non cuite (cantal, tommes, reblochon…) ont un temps d’affinage variable allant de 2 semaines jusqu’à quelques mois pour les tommes par exemple et jusqu’à plus d’un an par exemple pour le cheddar. Finalement les fromages à pâte pressée cuite (gruyère, beaufort, comté…) sont affinés 9 à 24 mois et ont donc une croûte sèche.